# Libavcodec
libavcodec ist eine Codec-Sammlung und Teil des freien FFmpeg-Projektes. Im Unterschied zu vielen anderen Sammlungen kombiniert libavcodec nicht bestehende einzelne Codecs, sondern enthält größtenteils völlig neu geschriebene Codecs, um eine bessere Leistung und Quelloffenheit zu erreichen. Außerdem wurden alle Codecs in einer einzigen Programmbibliothek zusammengefasst, die direkt in das jeweilige Programm integriert werden kann. Es ist auch möglich, libavcodec als Shared Object (Linux: .so) oder Dynamic Link Library (Windows: .dll) in Anwendungen einzubinden. Die libavcodec-Bibliothek kann derzeit mehr als 50 Videoformate, darunter H.264 (MPEG-4 AVC), MPEG-1/2, MPEG-4 ASP (DivX/Xvid), WMV 7/8/9, VP8, Cinepak und HuffYUV, sowie mehr als 30 Audioformate (MP3, Vorbis, AC3, AAC, WMA 1/2 und andere) lesen (decodieren) und viele davon auch schreiben (encodieren). Zudem bietet sie eine gute Portabilität und ist somit auf allen wichtigen Betriebssystemen verfügbar.
Durch Nutzung der libavcodec (direkt oder in ein Programm integriert) spart man sich die Installation und Registrierung jedes einzelnen Codecs und mögliche Konflikte zwischen diesen. Die regulären Codecs können zusätzlich installiert werden, so dass man bei Problemen eine Alternative hat.
Die Bibliothek wird von einer Vielzahl von Programmen, insbesondere Mediaplayern (zum Beispiel VLC media player) benutzt. Der weit verbreitete DirectShow-Filter und VfW-Codec ffdshow benutzt (neben anderen Codecs) ebenfalls libavcodec. Auf diesem Weg können auch DirectShow-basierende Multimedia-Player, wie beispielsweise der Windows Media Player oder Alternativen wie der Media Player Classic, die Bibliothek benutzen.

## Programme, die libavcodec benutzen
- Avidemux
- ffdshow
- GStreamer
- HandBrake
- MediaCoder
- MPlayer / MPlayerXP
- SUPER
- VLC media player
- xine
- ZoneMinder
- Kodi
- Foobar2000
- Firefox